# Achiasz

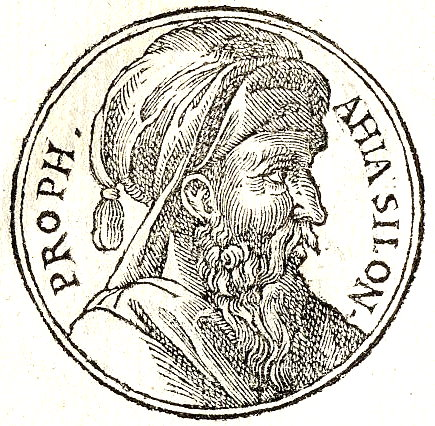
Portret Achiasza w Promptuarii Iconum Insigniorum

Achiasz z Szilo (hebr. Achijjahu – "brat Jahwe") – żyjący w X wieku p.n.e. prorok izraelski, przeciwnik króla Izraela Salomona, który podburzył robotnika Jeroboama, syna Nebata, do powstania przeciw władcy. Wspomniany w Pierwszej Księdze Królewskiej (1Krl 11,29-39).
Według Biblii Achiasz podarł swą szatę na dwanaście części przed Jeroboamem, aby pokazać, jak zostanie podzielone królestwo Salomona. Powiedział Jeroboamowi, żeby wziął sobie dziesięć części, ponieważ Bóg wybrał go, by panował nad dziesięcioma spośród dwunastu pokoleń Izraela.